# إيرفن لي
إيرفن لي (بالهولندية: Ervin Lee)‏ هو لاعب كرة قدم هولندي، ولد في 18 أغسطس 1973 في أمستردام في هولندا.